# 518年
| 千纪： | 1千纪                                                                                           |
| 世纪： | 5世纪 \| 6世纪 \| 7世纪                                                                         |
| 年代： | 480年代 \| 490年代 \| 500年代 \| 510年代 \| 520年代 \| 530年代 \| 540年代                       |
| 年份： | 513年 \| 514年 \| 515年 \| 516年 \| 517年 \| 518年 \| 519年 \| 520年 \| 521年 \| 522年 \| 523年 |
| 纪年： | 戊戌年（狗年）；北魏熙平三年，神龜元年；柔然建昌十一年；南朝梁天监十七年；高昌义熙九年          |

## 大事记
- 宋雲出訪天竺。

## 出生
- 日本
  - 用明天皇(—587年5月21日)，日本第31代天皇。

## 逝世
- 中國
  - 楊大眼（生年不詳），中國北魏武將。
  - 鍾嶸（生年不詳），南朝齊、梁的文藝批評家。
- 歐洲
  - 安納斯塔西亞一世（約430年－518年，88岁），東羅馬帝國皇帝。